# Nathan Cohen
Nathan Cohen (ur. 2 stycznia 1986 w Christchurchu) – nowozelandzki wioślarz, złoty medalista olimpijski z Londynu (2012), dwukrotny mistrz świata.

## Osiągnięcia
- Mistrzostwa Świata – Monachium 2007 – dwójka podwójna – 6. miejsce[2].
- Igrzyska Olimpijskie – Pekin 2008 – dwójka podwójna – 4. miejsce[2].
- Mistrzostwa Świata – Poznań 2009 – dwójka podwójna – 4. miejsce[2].
- Mistrzostwa Świata – Poznań 2009 – dwójka podwójna – 4. miejsce[2].
- Mistrzostwa Świata – Hamilton 2010 – dwójka podwójna – 1. miejsce[2].
- Mistrzostwa Świata – Bled 2011 – dwójka podwójna – 1. miejsce[2].
- Igrzyska olimpijskie – Londyn 2012 – dwójka podwójna – 1. miejsce[2].